# Bergjoden
Bergjoden of Kaukasische Joden ook bekend als Juhuro, Juvuro, Juhurim of Gorski Joden (Azerbeidzjaans: Dağ Yəhudiləri, Hebreeuws: יהודי קווקז Turks: Dağ Yahudileri) zijn Joden van de oostelijke en noordelijke Kaukasus (Azerbeidzjan, Tsjetsjenië, Dagestan en Ingoesjetië).
Ze stammen af van Perzische Joden uit Iran.
De Bergjoden raakten vanaf de 5e eeuw gevestigd in het oude Perzië. Verondersteld wordt dat ze Perzië vanuit het oude Israël bereikten in de 8e eeuw voor Chr. Ze migreerden verder naar het oosten en noorden en vestigden zich in de bergachtige gebieden van de Kaukasus. Ze overleefden meerdere historische veranderingen omdat ze in afgelegen bergachtig gebied woonden. Ze stonden bekend als bekwame ruiters en strijders.
De belangrijkste vestiging in Azerbeidzjan is Qırmızı Qəsəbə, of het klein-Jeruzalem van de Kaukasus. In het Russisch werd Qırmızı Qəsəbə ooit Jevreskaja Sloboda, "Joods dorp" genoemd, in de Sovjettijd hernoemd tot Krasnaja Sloboda, "Rode dorp."
Bergjoden verschillen van Georgische Joden in de Kaukasus. Er zijn culturele en etnische verschillen en ze spreken een andere taal.

Etnisch-linguistische groepen in de Kaukasus

## Geschiedenis

### Vroegste geschiedenis

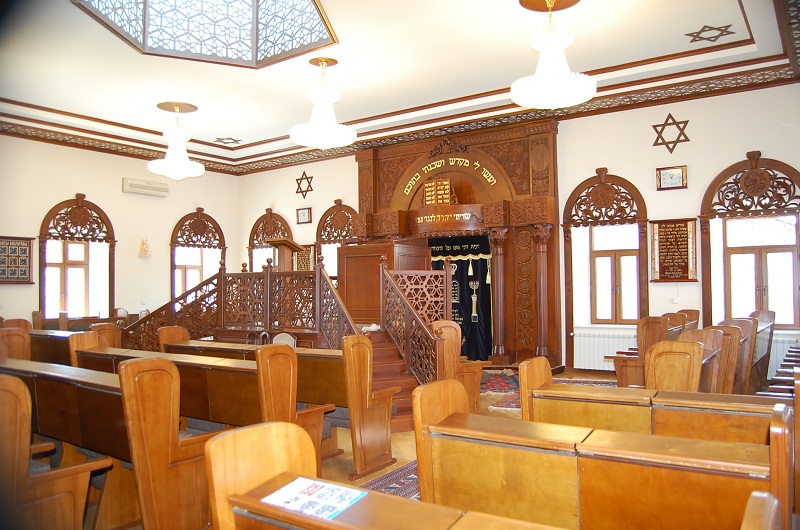
Synagoge in Qırmızı Qəsəbə (Krasnaja Sloboda, geheel Joods dorp) Azerbeidzjan

De Bergjoden wonen vermoedelijk al sinds de 5e eeuw na Chr. in de Kaukasus. Ze kwamen uit zuidwest Iran en trokken vermoedelijk in de 8e eeuw v.Chr. vanuit het oude Israël naar Perzië.
Andere bronnen zeggen dat de Bergjoden al vanaf ten minste 457 v.Chr. in Azerbeidzjan aanwezig zijn. De Bijbel schrijft over priesters die vandaar werden gehaald. De profeet Ezra zond een delegatie naar Casiphia (in Azerbeidzjan), met het verzoek priesters te leveren om in de tempel van Jeruzalem te dienen.
Bergjoden kennen de mondelinge traditie dat ze afstammelingen zijn van het Tienstammenrijk die door de koning van Assyrië, die regeerde over Noord-Irak, in ballingschap werden gestuurd. Bedoeld wordt zeer waarschijnlijk Salmanasser V, de koning die wordt genoemd in II Koningen 18:9-12. Volgens de plaatselijke Joodse overlevering vertrokken rond 19.000 Joden uit Jeruzalem en omstreken en trokken door Syrië, Babylonië, Perzië en daarna noordwaarts.
In Tsjetsjenië assimileerden ze in die maatschappij door het vormen van een Joodse tejp, de Zhugtii. Drie andere teips, de Shuonoi, Ziloi en Chartoi hadden mogelijk ook Joodse relaties.
Bergjoden onderhielden een sterke militaire traditie. Om deze reden denken sommige historici dat ze afstammen van Joodse militaire kolonisten die door de Parthen in de Kaukasus werden gevestigd als buffer en bewaker tegen nomadische schendingen vanuit de Pontische steppe.
Een onderzoek in 2002 door geneticus Dror Rosengarten leverde op dat de paternale haplogroep van de Bergjoden "werd gedeeld met andere Joodse gemeenschappen en van Mediterraanse origine was". Bovendien hebben Y-DNA-testen aangetoond dat ze Y-DNA haplotypen hebben die gerelateerd zijn aan andere Joodse gemeenschappen. De Semitische oorsprong van de Bergjoden blijkt ook duidelijk uit hun taal en cultuur.

### De "Joodse Vallei"
Aan het begin van de 17e eeuw woonden de Bergjoden in veel kleine vestigingen in de valleien van Dagestan. Een vallei 10 km ten zuiden van Derbent dicht bij de kust van de Kaspische zee was voornamelijk bevolkt door Bergjoden. Naburige moslims noemden dit de "Joodse vallei." Geleidelijk werd dit een semi-onafhankelijke Joodse staat, met als politiek en religieus centrum
de grootste vestiging Aba-Sava (1630-1800). De vallei floreerde tot het eind van de 18e eeuw toen de dorpen werden vernield in de oorlog tussen Sheikh-Ali-Khan, die loyaal was aan het Russische keizerrijk, en Surkhai-Khan, de heerser van het kanaat Qazi-Qoemoech. Veel Bergjoden werden afgeslacht en overlevenden vluchtten naar Derbent waar ze bescherming genoten van Fatali Khan, de heerser van het kanaat Quba.
In de 18e en 19e eeuw vond een hervestiging plaats vanuit de hooglanden naar de lagere gebieden langs de kust maar ze behielden hun benaming. In de dorpen in de bergen woonden ze in aparte wijken. In het laagland gingen ze ook bij elkaar wonen maar hun woningen waren gelijksoortig als die van hun buren. Wel bleven ze de kleding van hooglanders dragen. Ze bleven zich aan hun voedingsregels en familieleven houden.

### Sovjetperiode, Holocaust en huidige tijd

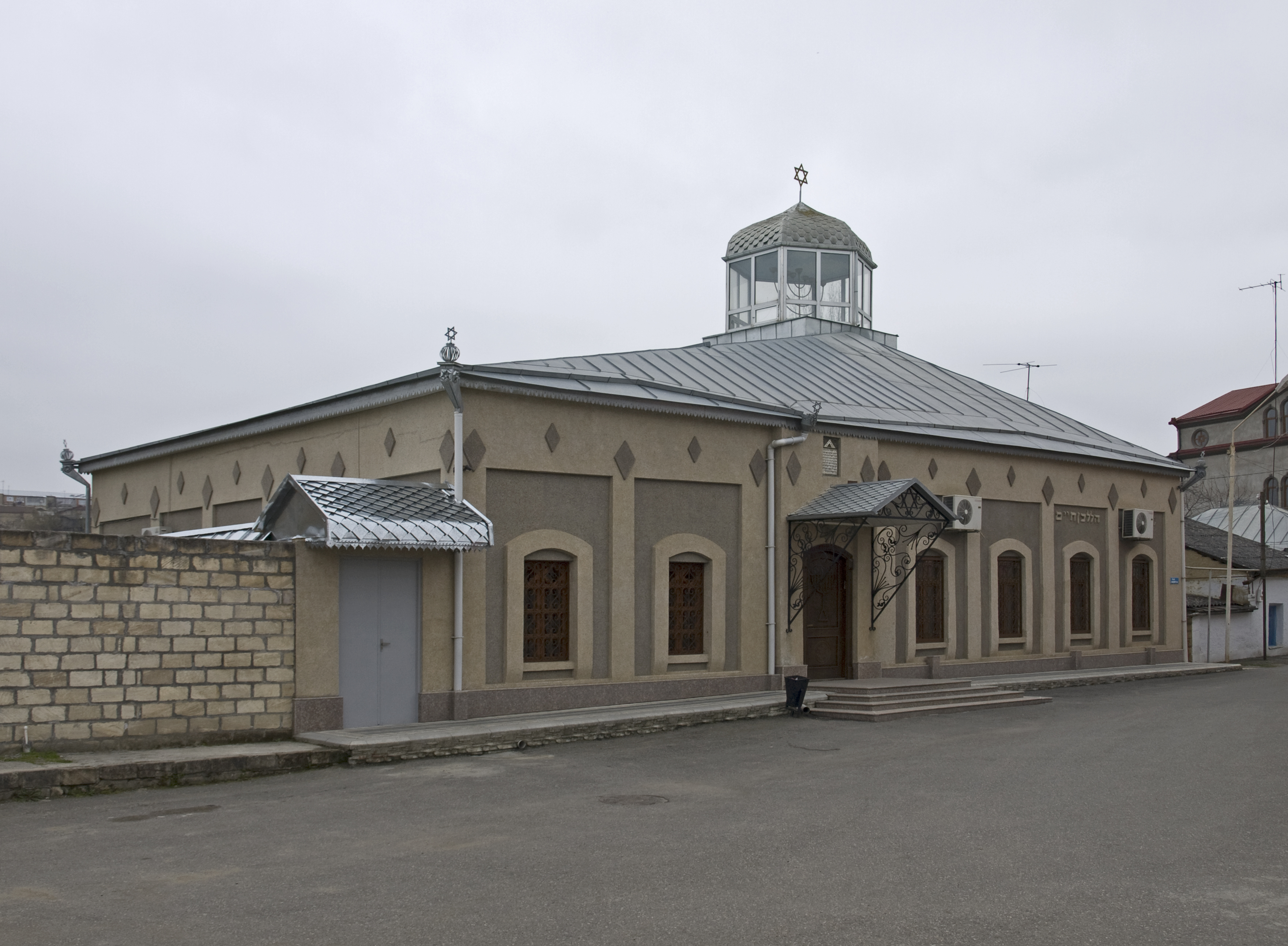
Synagoge in de wijk Gilaki, Qırmızı Qəsəbə (Krasnaja Sloboda), die in 1941 werd heropend na door de bolsjewieken te zijn gesloten

In 1926 werd al meer dan 85% van de Bergjoden in Dagestan geclassificeerd als stedelijk. Ze waren vooral geconcentreerd in de steden Machatsjkala, Boejnaksk, Derbent, Naltsjik en Grozny in noord Kaukasus; en Quba (Krasnaja Sloboda) en Baku in Azerbeidzjan.
In de Tweede Wereldoorlog werden sommige van hun vestigingen op de Krim en in delen van Kabardië-Balkarië aan het eind van 1942 bezet door de Duitse Wehrmacht. Enkele honderden Bergjoden werden door hen gedood voordat de Duitsers zich begin 1943 weer terugtrokken. Op 20 september 1942 doodden de Duitsers 420 Joden nabij het dorp Bogdanovka. In totaal werden er tijdens de Holocaust 1000 à 1500 vermoord. Velen overleefden omdat de Duitse troepen hun gebieden niet bereikten; bovendien beschouwden de Duitse autoriteiten deze groep als "religieuze" maar niet als "etnische" Joden.
De komst van de Sovjetlegers bracht de plaats Nalchik onder hun bescherming. De Joodse gemeenschap hier was de grootste die door de nazi's gedurende enkele maanden werd bezet, maar de grote meerderheid van de Joodse bevolking overleefde de bezetting. Met hulp van hun Kabardijnse buren overtuigden de Joden van Naltsjik de SS ervan dat ze Taten waren, plaatselijke bewoners, niet verwant met de Joodse gemeenschap.
Tijdens de grote veranderingen in de jaren 90 na het uiteenvallen van de Sovjet-Unie en de opkomst van nationalisme in de regio, verlieten veel Bergjoden voorgoed hun woonplaats in de Kaukasus en verhuisden naar Moskou of het buitenland voor studie of op zoek naar werk. Tijdens de Eerste Tsjetsjeense oorlog trokken veel Joden weg wegens de Russische invasie en het bombarderen van de burgerbevolking zonder onderscheid te maken. Ondanks de historische banden tussen Bergjoden en Tsjetsjenen hadden velen te lijden van kidnappings en geweld door gewapende Tsjetsjeense bendes die losgeld eisten van "Israël en de internationale Joodse gemeenschap". Veel Bergjoden emigreerden naar Israël of de Verenigde Staten. Volgens de Russische volkstellingen liep hun aantal in Rusland terug van 11.282 in 1989 naar 3394 in 2002 en naar 762 in 2010. 

Ook in Azerbeidzjan is het aantal flink teruggelopen: van 30.792 in 1989 naar 8.916 in 1999 en 9.084 in 2009. Een andere bron noemt echter een hoger aantal.
Qırmızı Qəsəbə of Krasnaja Sloboda in Azerbeidzjan blijft de grootste vestiging van Bergjoden ter wereld met een huidige bevolking van circa 3000 in het dorp en 3500 in het landelijke gebied eromheen.

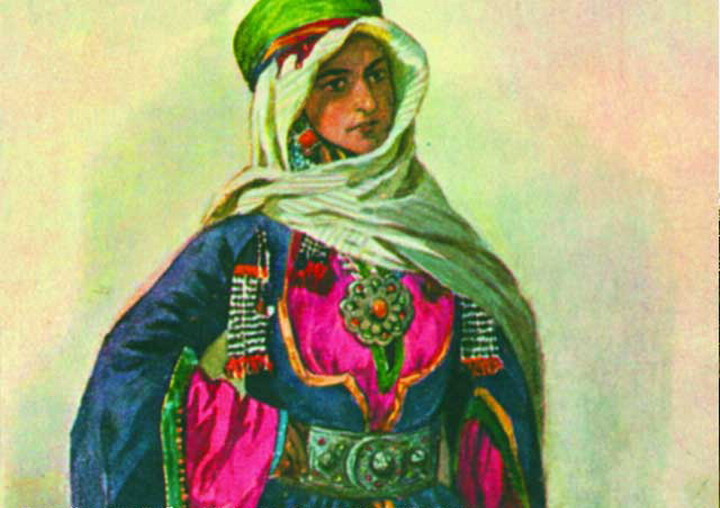
Bergjoodse vrouw, geschilderd door Max Tilke begin 20e eeuw

## Middelen van bestaan
Terwijl elders in het Russische rijk Joden geen land mochten bezitten (behalve in Siberië en Centraal-Azië) bezaten de Bergjoden aan het eind van de 19e eeuw land en waren landbouwer. Ze verbouwden vooral graan en rijst, ook teelden ze zijderupsen, tabak en druiven. In tegenstelling tot andere bevolkingsgroepen hielden ze weinig dieren. Na land- en tuinbouw kwam leerlooien op de derde plaats. Aan het eind van de 19e eeuw was 6% van de Bergjoden betrokken bij de productie en handel in leer. Dit vond vooral plaats in dorpen en steden.
De Sovjetautoriteiten brachten ook de landbouwactiviteiten van Bergjoden onder in collectieve boerderijen maar stond hen toe door te gaan met het telen van druiven, tabak en groenten en het maken van wijn. In de staatsboerderijen werkten ze samen met andere etnische groepen.
In de loop van de jaren 30 van de 20e eeuw ontstond een groep intelligentsia. Rond 1970 bevonden zich onder de Bergjoden academici zoals apothekers, dokters en ingenieurs. Een aantal werkte in de entertainment in Dagestan. Het dansensemble "Lezginka" werd 21 jaar door de bergjood Tankho Israilov geleid (1958–79).
Na het uiteenvallen van de Sovjet-Unie is de werkgelegenheid een probleem waardoor migratie naar elders ontstond. Voor projecten op het gebied van cultuur en het opknappen van oude synagogen is men tegenwoordig afhankelijk van fondsen die door geslaagde emigranten worden gedoneerd.

## Religie

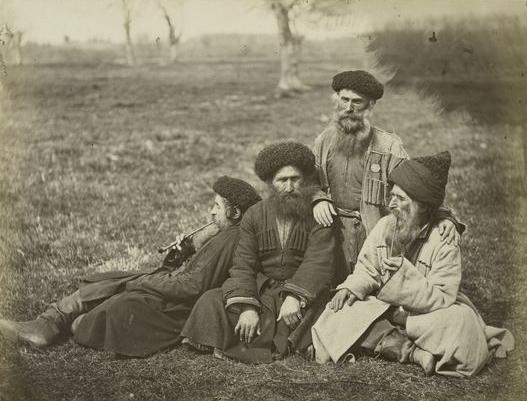
Bergjoden rusten na een werkdag

Door de eeuwen heen behielden de Bergjoden hun geloof en ontwikkelden eigen tradities en religieuze praktijken.
Het behoud van de religie ging niet zonder moeilijkheden. In de voorspoedige periode van de Joodse Vallei (ongeveer 1600-1800) was hun geestelijk centrum geconcentreerd in Aba-Sava, waar belangrijke religieuze werken werden geschreven. Elisha ben Schmuel Ha-Katan schreef hier enkele liturgische gedichten. Theoloog Gerhson Lala ben Moshke Nakdi, die in de 18e eeuw in Aba-Sava woonde, schreef een commentaar op Mishneh Torah van Maimonides. Rabbi Mattathia ben Shmuel ha-Kohen schreef er zijn kabbalistisch essay Kol Hamevaser. Na de verwoesting van Aba-Sava (rond 1800) verplaatste het religieuze centrum zich naar Derbent.
In de eerste tientallen jaren van de Sovjet-Unie nam de overheid onderdrukkende maatregelen. Ook bij de Bergjoden werden als gevolg van de communistische ideologie synagogen gesloten. Dezelfde procedures werden toegepast op andere religies. De Sovjetautoriteiten verkondigden de mythe dat Bergjoden niet bij het Jodendom hoorden maar eerder leden waren van de Taten die zich ook in het gebied hadden gevestigd. De anti-zionistische retoriek werd nog intensiever tijdens de regering van Chroesjtsjov.

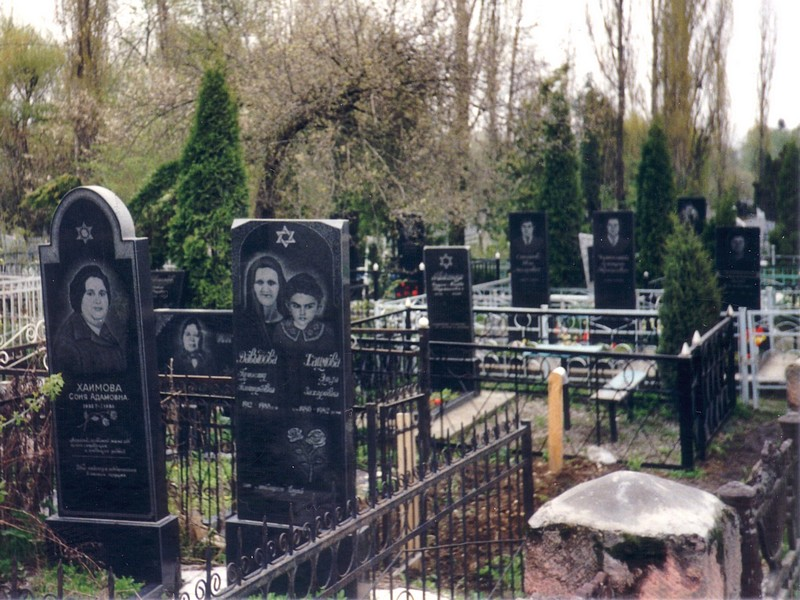
Joodse begraafplaats in Nalchik

Later werden een aantal synagogen weer heropend, tegen 1955 waren er synagogen in de grootste gemeenschappen. Aan het begin van de 21e eeuw waren er zeven synagogen in Azerbeidzjan. Hoewel Bergjoden de rituelen van besnijdenis, huwelijk, begraven en Joodse feestdagen in acht nemen, worden andere aspecten van het geloof minder nauwkeurig nagekomen. De etnische identiteit van de gemeenschap bleef intact ondanks de Sovjetbemoeienis. Huwelijken met moslims in Azerbeidzjan of Dagestan waren zeldzaam omdat beide groepen endogamie praktiseren. Na het einde van de Sovjet-Unie ontstond met name onder de jongere generatie een religieuze opleving.

## Taal en scholing

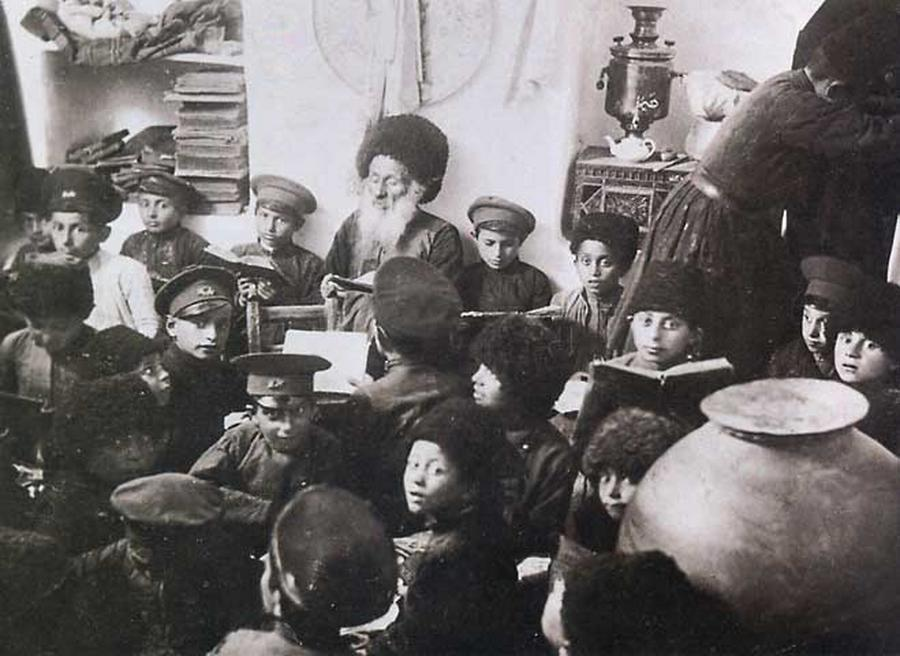
Basisschool van Bergjoden in Quba (Krasnaja Sloboda), begin 1920

Bergjoden spreken Judeo-Tat of Juhuri, een vorm van het Perzisch, een Zuidwest-Iraanse taal uit de Indo-Europese taalfamilie. Hierin is veel klassiek Hebreeuws geïntegreerd.
Judeo-Tat bevat semitische (Hebreeuwse/Aramese/Arabische) elementen. Tot de vroege Sovjetperiode werd het geschreven in het Hebreeuwse alfabet, daarna in het Latijnse schrift en tegenwoordig in Cyrillisch schrift.

In vroeger eeuwen werden alleen jongens opgeleid op synagogescholen. Vanaf 1860 gingen gegoede families over op thuisonderwijs waarbij leraren werden ingehuurd die naast Hebreeuws, ook lesgaven in Russisch en Jiddisch. In het begin van de 20e eeuw werd Judeo-Tat de taal waarin werd lesgegeven in nieuw opgerichte basisscholen voor zowel jongens als meisjes. Vanaf de Tweede Wereldoorlog werd op deze scholen Russisch de voertaal toen de centrale overheid het Russisch benadrukte als officiële taal van de Sovjet-Unie.
De Bergjoden bracht bekende personen voort op het gebied van gezondheidszorg, onderwijs, kunst en cultuur.
In de 21e eeuw moedigt de overheid het culturele leven van minderheden aan. In Dagestan en Kabardië-Balkarië, zijn Judeo-Tat en Hebreeuwse cursussen geïntroduceerd in traditionele scholen van de Bergjoden.

## Cultuur

### Militaire traditie

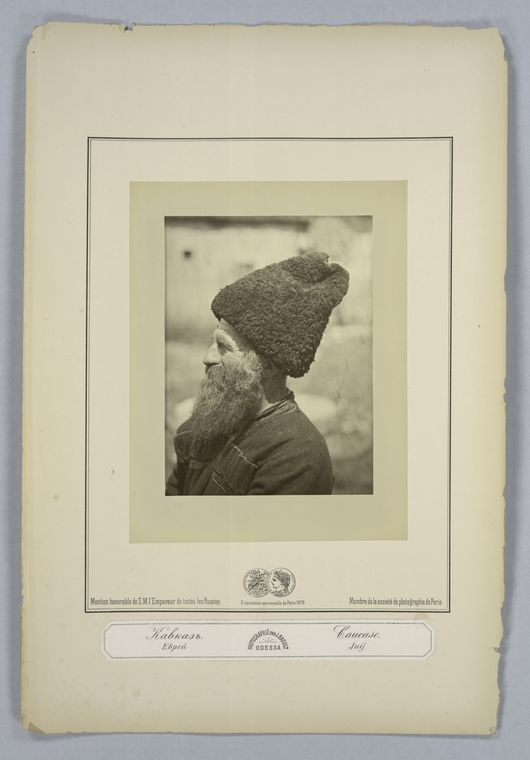
Bergjood met papakha, circa 1898

Bergjoden stonden bekend om hun militaire traditie en werden in het verleden gezien als felle strijders. Enkele historici denken dat de oorsprong van de groep teruggaat op Perzisch-Joodse soldaten die in de Kaukasus werden gestationeerd door Sassanidische koningen in de 5e of 6e eeuw om het gebied te beschermen tegen de Hunnen en andere nomadische invasies uit het oosten.

### Kleding

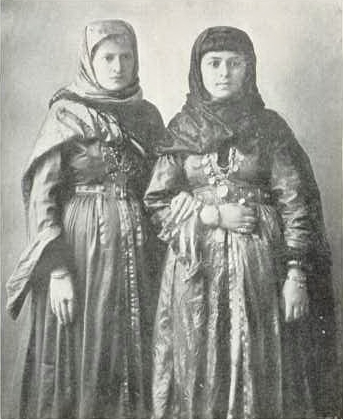
Joodse vrouwen in de Kaukasus, 1913

In de loop van eeuwen namen de Bergjoden de kledinggewoonten van hun moslimburen over. Mannen droegen een chokha (wollen mantel) en bedekten hun hoofd met een papakha, waarvan varianten bestonden om de sociale status van de drager te symboliseren. De kleding van rijke mannen was versierd met juwelen en zilver- en goudgedecoreerde wapens, kettingen, riemen of een kiset, een kleine beurs voor tabak of munten. Vrouwenkleding was doorgaans van eenvoudiger snit in donkere tinten, gemaakt van zijde, brocante, fluweel, satijn en later van wol. De stof werd versierd met kralen, gouden steken of knopen en vergulde of verzilverde riemen. Buitenshuis bedekten zowel gehuwde als ongehuwde vrouwen hun haar met een hoofddoek.

### Voeding
Op het menu van Bergjoden kwamen gebruikelijke gerechten van andere Kaukasusvolkeren, Azerbeidzjanen en uit de Perzische keuken te staan. Soms werden ze aangepast om aan de regels van de kashroet te voldoen. Typische gerechten zijn chudu (vleestaart), sjasliek, dolma, dushbara, jarpagi (gevulde koolbladeren), tara (groentestamppot met stukjes vlees), nermov (kip of ander vlees met stamppot van tarwe en bonen) en stamppot van kip of vis met rijst. Voor feestdagen golden speciale gerechten zoals eshkene, een Perzische soep voor het Pascha en hoshalevo (hapjes met honing, zonnebloempit en walnoot) voor het poerimfeest.

### Muziek
De muziek heeft vaak een liturgische basis, te gebruiken bij gezangen en gebeden en op feestdagen. Het tempo is vrij hoog en er worden verschillende instrumenten gebruikt.

## Afbeeldingen

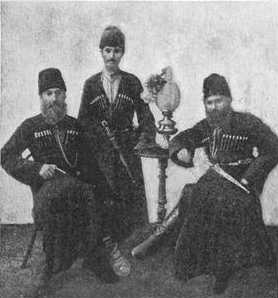
Bergjoodse mannen, circa 1900; uit de Joodse encyclopedie 1905-1906
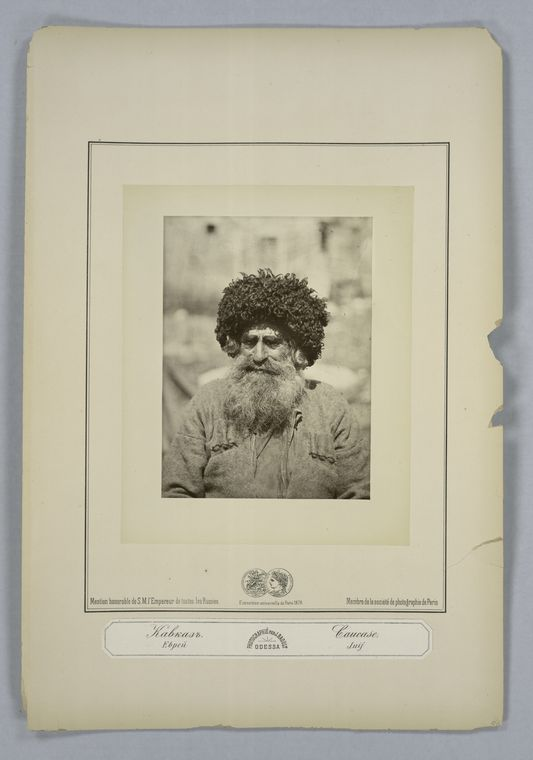
Bergjood, circa 1898
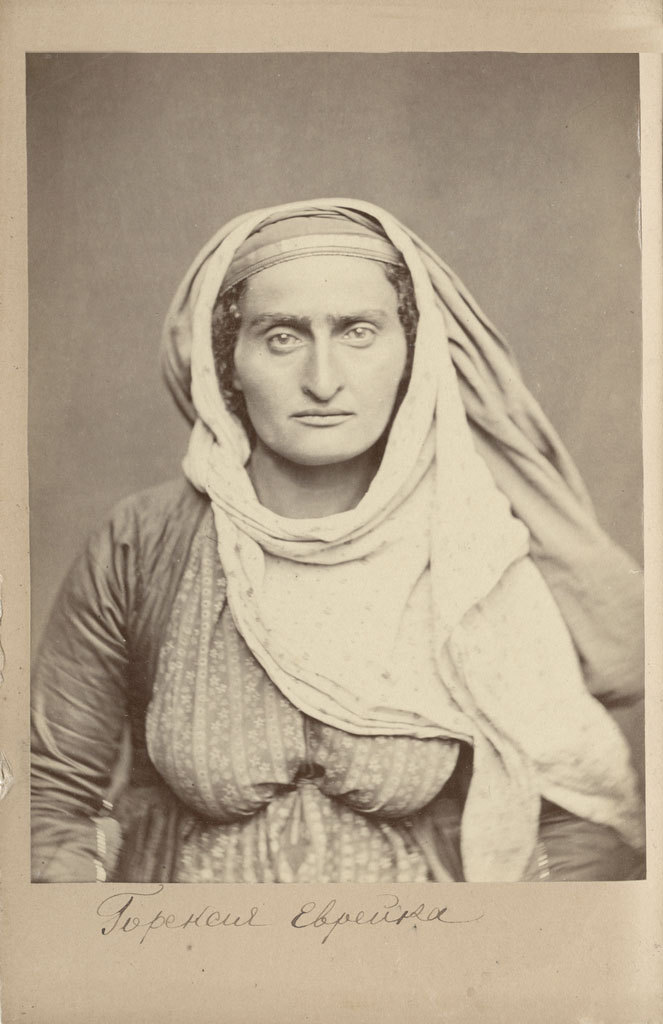
Bergjoodse vrouwen uit Dagestan, 1870-1880
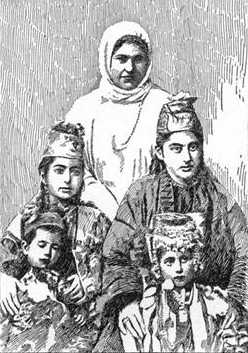
Moeder met kinderen, circa 1900
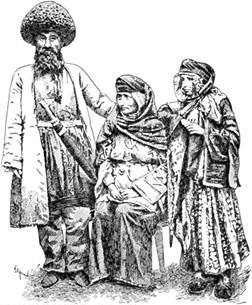
In de Kaukasus, circa 1900

Abazijnen ·
Abchaziërs ·
Achvachen ·
Adygeeërs ·
Aino ·
Aleoeten ·
Aljoetoren ·
Altaj (Oirot) ·
Andi ·
Armeniërs ·
Avaren ·
Azerbeidzjanen·
Balkaren ·
Baraba ·
Basjkieren ·
Bergjoden ·
Boerjaten ·
Chakassen ·
Chanten ·
Chinezen ·
Dargienen ·
Dolganen ·
Enetsen ·
Evenen ·
Evenken ·
Georgiërs ·
Grieken ·
Ingoesjen ·
Ingriërs ·
Itelmenen ·
Jakoeten ·
Joden ·
Joekagieren ·
Joepiken ·
Kabardijnen ·
Kalmukken ·
Kamtsjadalen ·
Karatsjajers ·
Kareliërs ·
Kazachen ·
Kereken ·
Ketten ·
Komi ·
Koreanen ·
Korjaken ·
Korjo-saram ·
Krim-Tataren ·
Lezgiërs ·
Mansen ·
Mari (Tsjeremissen) ·
Meschetische Turken ·
Mordwienen ·
Nanai ·
Negidalen ·
Nenetsen (Joeraken) ·
Nganasanen ·
Nivchen (Giljaken) ·
Nogai ·
Oedegen ·
Oedmoerten ·
Oekraïners ·
Oeltsjen ·
Oezbeken ·
Oroken ·
Orotsjen ·
Osseten ·
Polen ·
Pomoren ·
Rusland-Duitsers (inclusief Wolga-Duitsers) ·
Russen ·
Samen (Lappen) ·
Selkoepen ·
Sjoren ·
Sojoten ·
Tabassaranen ·
Perzen (Tadzjieken) ·
Taten ·
Teleoeten ·
Tofalaren ·
Tsachoeriërs (Caxur) ·
Tsjerkessen ·
Tsjetsjenen (Noxchi) ·
Tsjoektsjen ·
Tsjoelymen ·
Tsjoevanen ·
Tsjoevasjen ·
Turkmenen ·
Toevanen ·
Wepsen ·
Belarussen (Wit-Russen) ·
Wolga-Tataren ·
Woten